# Galen Clark

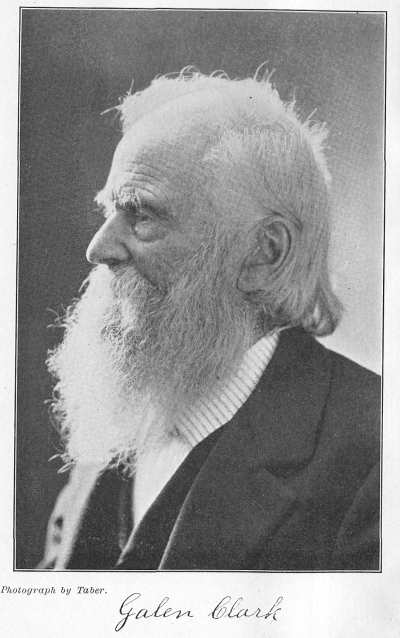
Galen Clark um 1907

Galen Clark (* 28. März 1814 in Shipton, Ost-Kanada (heute: Quebec); † 24. März 1910 in Oakland, Kalifornien) war ein kanadisch-amerikanischer Naturschützer und Autor, der sich – neben John Muir – um den Schutz und den Erhalt des Yosemite-Nationalparks verdient gemacht hat.

## Leben
Galen Clark wurde im kanadischen Shipton geboren.
Er hatte den Beruf eines Möbeltischlers gelernt und 1836 ließ er sich in Waterloo, Missouri, nieder. 1839 ehelichte er Rebecca McCoy, Tochter von Joseph McCoy. Er lebte in Missouri bis 1845, als er mit Frau und seinen 3 Kindern nach Philadelphia zog. Hier starb 1848 seine Frau und hinterließ einen neun Tage alten Sohn. Clark brachte seine Kinder, drei Söhne und zwei Töchter, zu seinen Verwandten nach Massachusetts, wo sie aufwuchsen und zur Schule gingen.
- Ehefrau: Rebecca Maria McCoy Clark (1821–1848)
- Kinder:
  - Elvira Missouri Clark Lee (1840–1912)
  - Joseph Locke Clark (1842–1862)
  - Mary Ann Clark Regan (1844–1919)
  - Galen Alonzo Clark (1847–1873)
  - Solon McCoy Clark (1848–1857)[2]

Sein ältester Sohn, Joseph, war im Bürgerkrieg gefallen. Sein zweiter Sohn graduierte von Harvard 1870 und kam 1871 zu seinem Vater nach Kalifornien, der damals ein Hotel führte, das als Clark’s Station bekannt war (danach „Wawona Hotel“). Alonzo starb 1874 und wurde auf dem Friedhof von Mariposa begraben. Elvira, die älteste Tochter, kam 1870 nach Kalifornien und heiratete Dr. Lee. Sie lebte in Oakland Kalifornien, wo ihr Vater am 24. März 1910 verstarb. Tochter Mary im Osten. Solon, der jüngste Sohn, ertrank im Alter von 9 Jahren.

## Leben in Yosemite
Als Galen Clark noch im Osten lebte, hörte er Erzählungen von riesigen Vermögen, welche die Goldsucher in Kalifornien machten und so beschloss er nach dem frühen Tod seiner Frau, das neue El Dorado aufzusuchen. Durch den Isthmus von Panama kam er 1854 nach Mariposa County, das berühmt war für seine Goldfunde. So wurde er Goldgräber. Im August 1855 machte sich eine Gruppe von 12 bis 14 Männern auf den Weg von Mariposa nach Bear Valley und kam durch das Yosemite Tal. Galen Clark war fasziniert von der Schönheit des Tals und den Bergen der Umgebung.
Im Zuge seiner Arbeit zog er sich eine schwere Lungenerkrankung zu, wegen der er in die Wälder Yosemites ging und dort sein Lungenleiden recht schnell auskurierte.

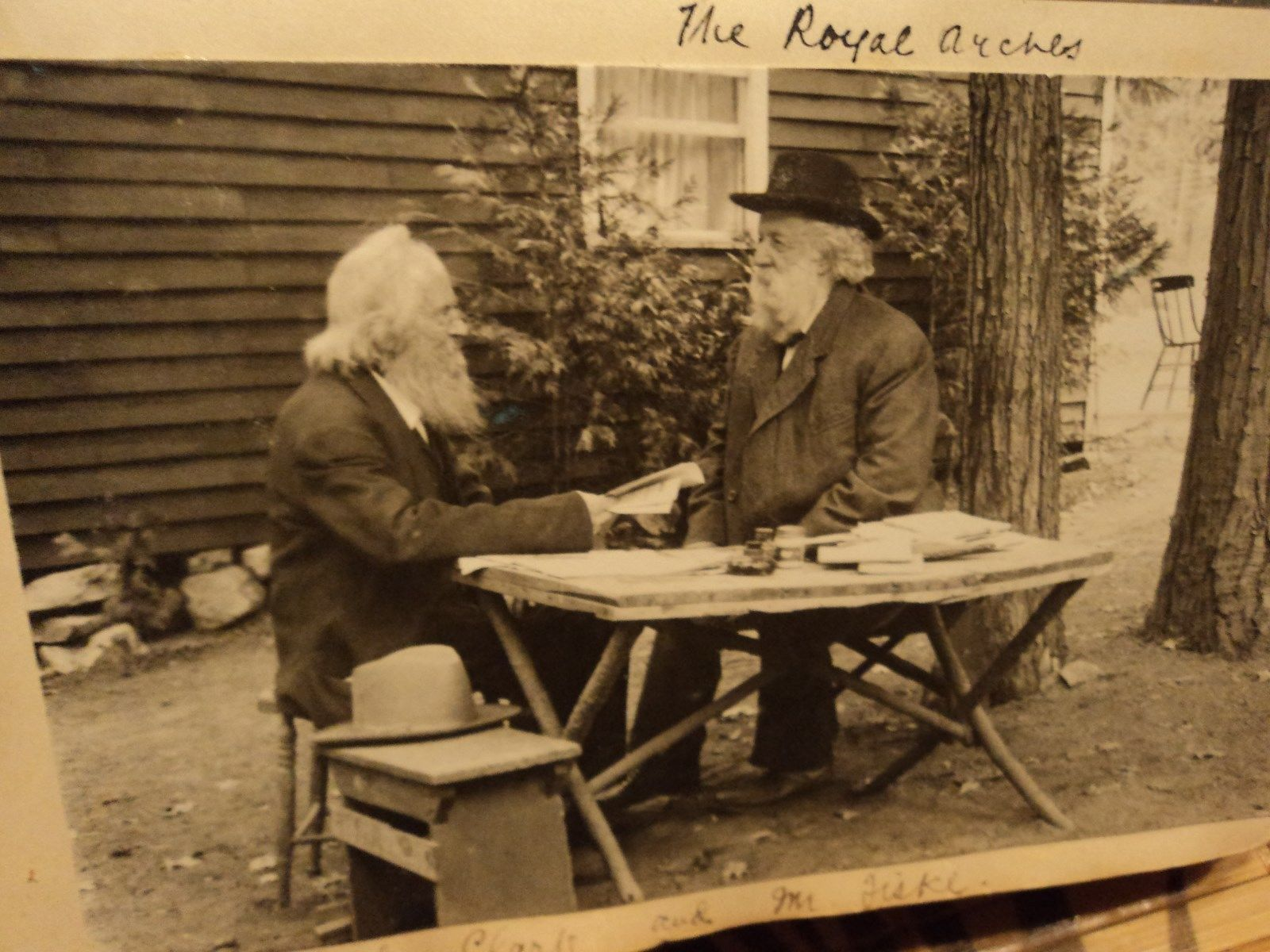
Galen Clark (links) mit George Fiske um 1908

1857 baute sich Clark ein Blockhaus auf den Wiesen von Wawona nahe einer Furt über den Merced Fluss und einem Weg, der Zugang bot sowohl zum Yosemite Tal als auch zum Mariposa Grove mit den Mammutbäumen. Die Straße von Wawona bot u. a. eine malerische Aussicht auf den Inspiration Point. Sein Blockhaus, bald bekannt als „Clark’s Station“, versorgte die Besucher mit Mahlzeiten, Obdach und einen Platz, wo die Pferde weiden konnten. Clark unterhielt seine Gäste mit einer Vielfalt von Themen über Fauna und Flora bis zu der Geschichte der Indianer und über die Geologie des Parks. Von hier erkundete er die umliegenden Wälder und entdeckte auf diese Weise den „Mariposa Grove of Big Trees“ genannten Wald aus Riesenmammutbäumen (Giant Sequoia).
1864 unterzeichnete Präsident Abraham Lincoln ein Gesetz, durch das Yosemite Valley und Mariposa Grove in Besitz des Staates Kalifornien übertragen wurde. Die Bedingungen des Gesetzes sahen vor, „Dass der Staat das Land unter der ausdrücklichen Bedingung erhält, dass das Gelände der Nutzung durch die Öffentlichkeit als Ferienort und zur Erholung für alle Zeit unabdingbar zur Verfügung steht“. Zum Schutz dieses Haines wie auch des Yosemite Valleys wurde im Jahre 1864 vom Staat Kalifornien eine Kommission eingesetzt, die aus acht Männern bestand: Frederick Law Olmsted, Josiah Dwight Whitney, William Ashburner, Israel W. Raymond, Edward S. Holden, Alexander Deering, George W. Coulter und Galen Clark, denen die Verwaltung des Parks oblag. Galen Clark wurde 1867 zum ersten Parkwächter „Hüter des Valleys“, (später Ranger) ernannt. Während der nächsten 24 Jahre sah er viele Kommissionsmitglieder kommen und gehen, aber der beliebte und effektive Clark blieb im Amt.
Wenige Jahre vor seinem Tod schrieb Clark drei Bücher, die das Yosemite Valley im Allgemeinen, die Sequoiahaine und die Indianer Yosemites thematisierten. Galen Clark verstarb im Alter von beinahe 96 Jahren im Hause seiner Tochter in Oakland, Kalifornien.
Nach ihm sind die Bergkette Clark Range im Südosten des Yosemite-Nationalparks benannt, mit dem Merced Peak (3574 m) als höchstem Gipfel, und der Mount Clark (3512 m) in der Bergkette.

## Schriften
- The big trees of California, their history and characteristics. Illustrated from Photographs.  Publisher G. Clark, Yosemite Valley, Calif., Published 1907
- Indians of the Yosemite Valley and vicinity : their history, customs and traditions. Illustrated by Chris Jorgensen and from Photographs. With an Appendix of useful information for the visitor. Publisher : The author Yosemite Valley, Calif. Published 1910 [c1904]
  - Appendix – Interpretation of Indian Names
- The Yosemite Valley, its history, characteristic features, and theories regarding its origin. Illustrated from photographs by George Fiske. Publisher: Nelson L. Salter, Yosemite Valley, Calif., Published 1910
- in deutscher Übersetzung:
- Galen Clark: Die Indianer Yosemites. Aus dem amerikanischen Englisch von Jens Lindenlaub. KT-Verlag 2016
- Galen Clark: Das Yosemite Valley. Aus dem amerikanischen Englisch von Jens Lindenlaub. KT-Verlag 2016
- Galen Clark: Die großen Bäume von Kalifornien. Aus dem amerikanischen Englisch von Jens Lindenlaub. KT-Verlag 2017